# Alicia Morton
Alicia Morton est une actrice américaine née le 29 avril 1987 à Gonzales, en Louisiane (États-Unis). Elle a un grand frère, Shane (né en 1981). Son père, feu Jon Morton, est mort d'un cancer du foie en 1997. Sa mère, Kathy Morton, possède et gère une entreprise familiale de tapis et revêtements de sol à Gonzales, en Louisiane (États-Unis).

## Biographie
Alicia a commencé la danse à l'âge de 18 mois. À l'âge de 6 ans, elle a joué le rôle de Molly dans la comédie "Annie" à l'école situé à Bâton-Rouge, en Louisiane. Elle avait 9 ans quand elle a joué le rôle de Cosette dans Les Misérables de Broadway en 1996. Son partenaire, Ricky Martin, lui frotait du maquillage sur les mains pour lui porter chance. En 1998, Alicia a battu 3 000 fillettes pour jouer le rôle d'Annie dans le téléfilm de Disney en 1999 du même nom. Dans ce rôle, Alicia Morton a joué plusieurs scènes dramatiques. "L'émotion durant les scènes a été difficile pour moi", disait-elle, jusqu'à ce que son coach lui suggère de repenser à la mort de son père. Sa meilleure amie, Alexis Kalehoff, est la fille de l'actrice ayant joué la version originale d'Annie à Broadway, Andrea McArdle. Son film le plus récent, en 2006, est un film de vampire The Thirst (en) où elle a joué une jeune fille hémophile nommée Sara.
Elle a été diplômée de East Ascension High en 2005, et elle a commencé sa première année d'études supérieures en 2006. Elle joue de la guitare.

## Filmographie
- 1999 : Annie (TV) : Annie
- 2001 : The Big House (TV)
- 2001 : Les Enjeux d'un père (Dodson's Journey) (TV) : Maggie Dodson
- 2004 : L'Amour d'une mère (Miracle Run) (TV) : Jennifer
- 2005 : En détresse (Odd Girl Out) (TV) : Tiffany
- 2006 : The Thirst (en) de Jeremy Kasten (en) : Sara

## Distinctions
- YoungStar Awards de la meilleure jeune actrice en 2000 pour Annie.
- Nomination au Young Artist Award de la meilleure actrice en 2000 pour Annie.